# Šatnová skříňka

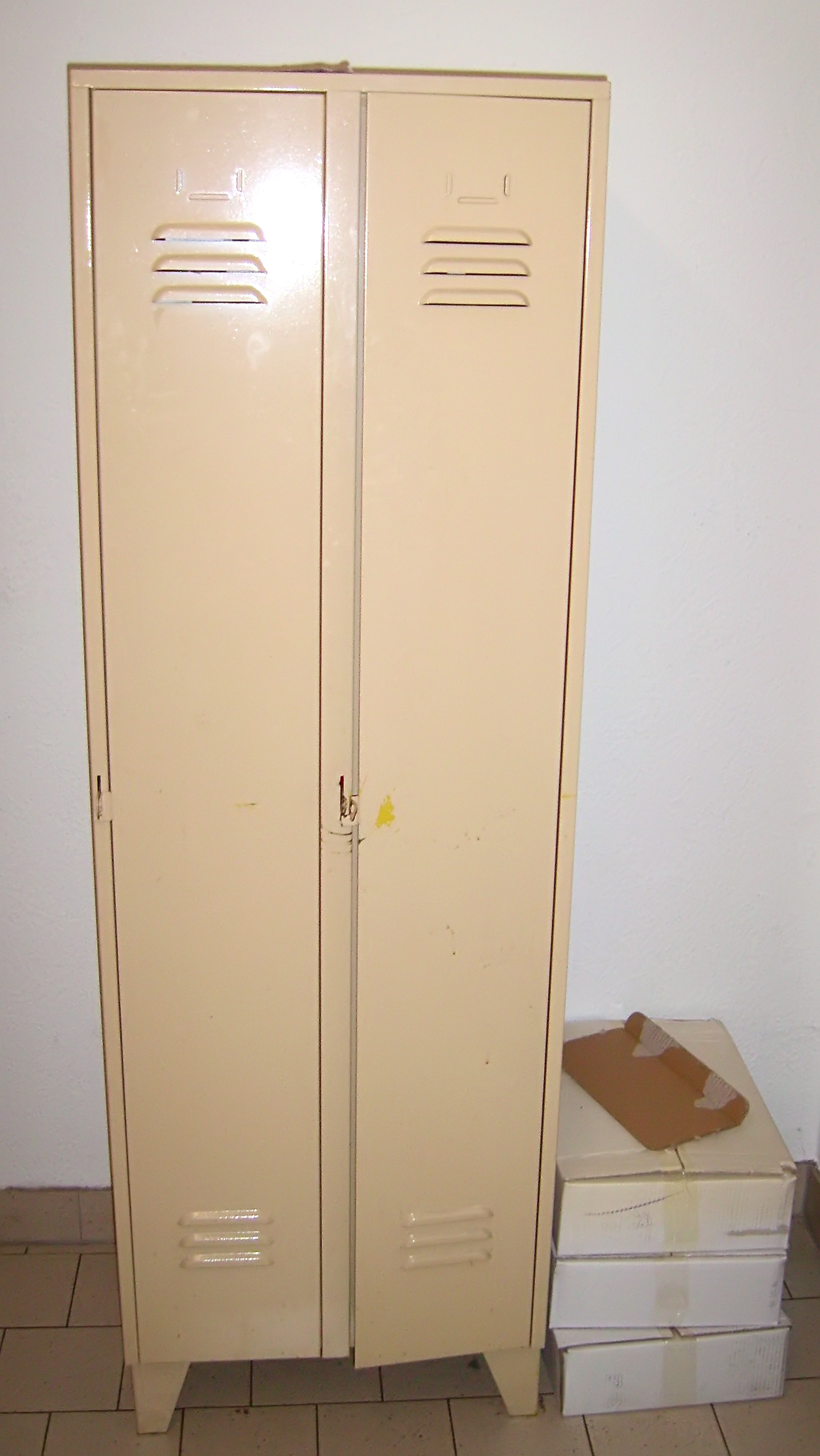
Dvojice šatních skříněk

Šatnová skříňka je jednoúčelový kus nábytku určený pro úschovu oblečení a bot jediného uživatele v hromadných šatnách a převlékárnách.

## Hlavní oblasti použití
- Ve sportovních zařízeních slouží šatní skříňky pro odložení běžného (civilního) oblečení včetně bot a příručního zavazadla po dobu, kdy se návštěvník zařízení pohybuje po objektu ve sportovním oblečení. Jednotlivé skříňky většinou nejsou trvale přiděleny konkrétním uživatelům. Jsou přidělovány operativně obslužným personálem (šatnářka, recepční), případně si každý uživatel vybere podle svého uvážení z neobsazených skříněk.
- Ve firmách, na pracovištích, kde je obvyklé se převlékat do pracovního oblečení, případně uniformy, je v šatní skříňce mimo pracovní dobu uloženo pracovní oblečení. Skříňky jsou trvale přiděleny konkrétním uživatelům. Tyto skříňky bývají rozměrnější, zaměstnanci v nich ukládají i předměty, které opakovaně používají, ale není možné je mít u sebe na pracovišti. Jde o kosmetiku, mycí prostředky, ale například i o takové věci jako náhradní ponožky nebo deštník.

## Konstrukce skříněk, použité materiály
Šatní skříňky se jen vzácně vyskytují samostatně. Normální je instalovat skříňky v blocích. Využitím stavebnicového principu je možné vyplnit šatními skříňkami jinak nevyužitelné prostory v budovách. Jde o různé suterénní, sklepní a podobné části budov, které nelze osvětlit denním světlem, ale pro krátkodobý pobyt jsou přijatelné.
V průmyslu jsou běžné šatní skříňky z plechových výlisků, bodově svařených. Ve sportovních zařízeních jsou časté skříňky z materiálů odpovídajících levnému nábytku, to je překližka, dřevotříska, hlavně takzvané lamino (opláštěná dřevotříska). Skříňky jsou vybaveny zpravidla jedinými, jednokřídlými dveřmi. Ve dveřích jsou vždy ve spodní i horní části větrací otvory. Ty jsou často z vnitřní strany překryty mřížkou jako opatření proti krádeži. Každá šatní skříňka je na dveřích označena pořadovými číslem, případně jmenovkou. Uvnitř skříňky je zhruba ve výši očí polička na odložení drobných předmětů. Pod poličkou jsou dva až tři háčky nebo věšáky na zavěšení oblečení. Nad dnem skříňky může být další vodorovná polička. Pod ní je prostor pro uložení obuvi. Šatny a převlékárny bývají důsledně rozděleny na pánské a dámské, samotné skříňky nejsou takto individualizovány.

## Uzamykání šatních skříněk
Rozšířený způsob zamykání je prostřednictvím petlice a visacího zámku, dále pak pomocí zámků přímo zabudovaných ve dveřích skříňky. Pro převlékárny ve sportovních areálech byly vyvinuty systémy, které mají urychlit a zjednodušit proces obsazování skříněk. Jde například o zámky, do kterých je nutné vložit minci, aby bylo možné zamknout a vyjmout klíč. Může jít také o různé varianty kódových zámků, z nichž některé nepoužívají vůbec klíč. To je zvláště výhodné v akvaparcích, kde je nošení klíče obtížné.

## Organizační začlenění šatních skříněk
Šatní skříňky se umísťují v šatnách (převlékárnách) v návaznosti na související vybavení. Tím je vstupní terminál (vrátnice, recepce, pokladna sportovního areálu) a na druhé straně sportoviště nebo pracoviště. V mnoha sportovních areálech (typicky plavecké bazény) stavební řešení umožňuje vstup na sportoviště jedině průchodem přes šatny a umývárny.

## Galerie

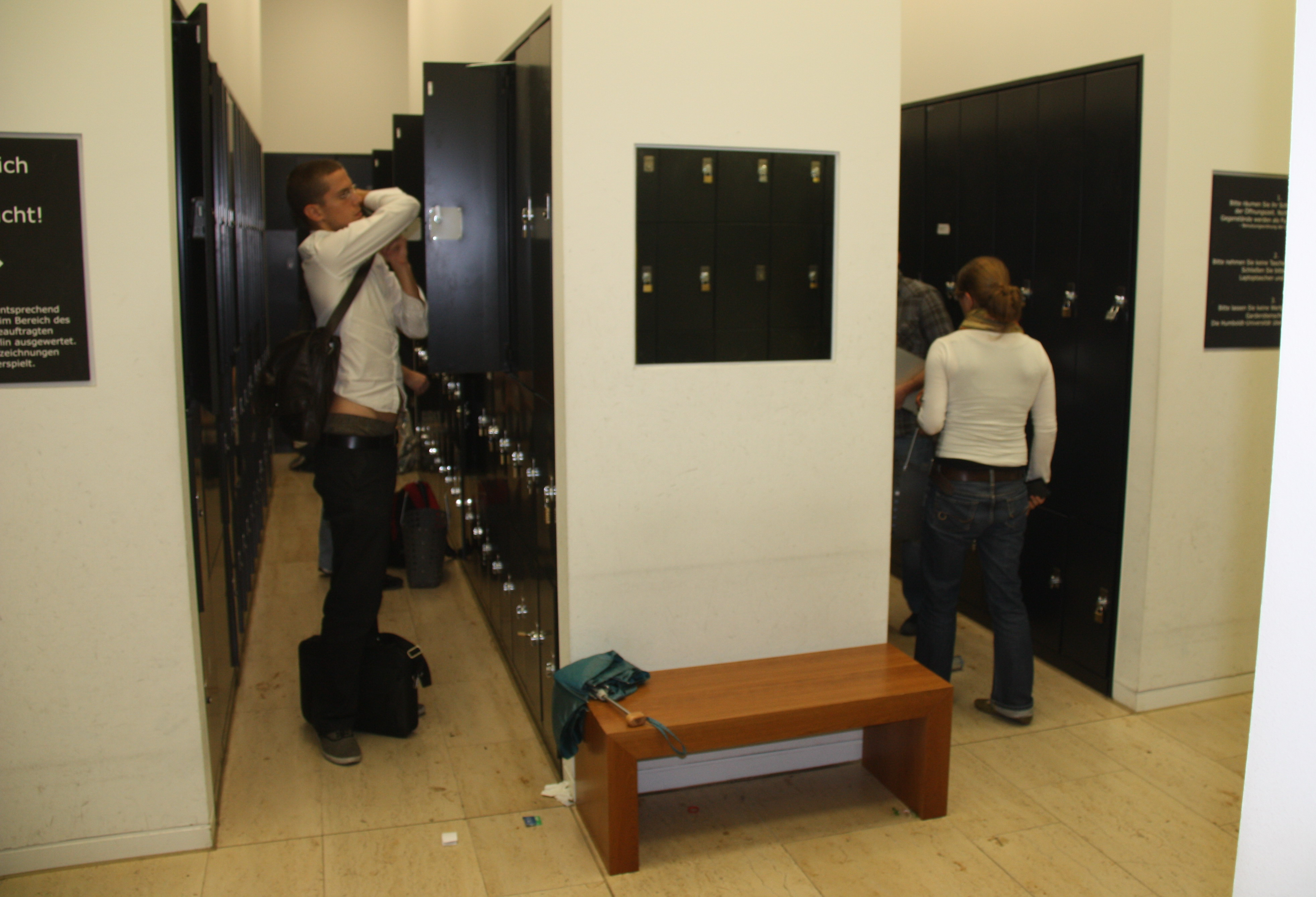
Šatní skříňky ve škole
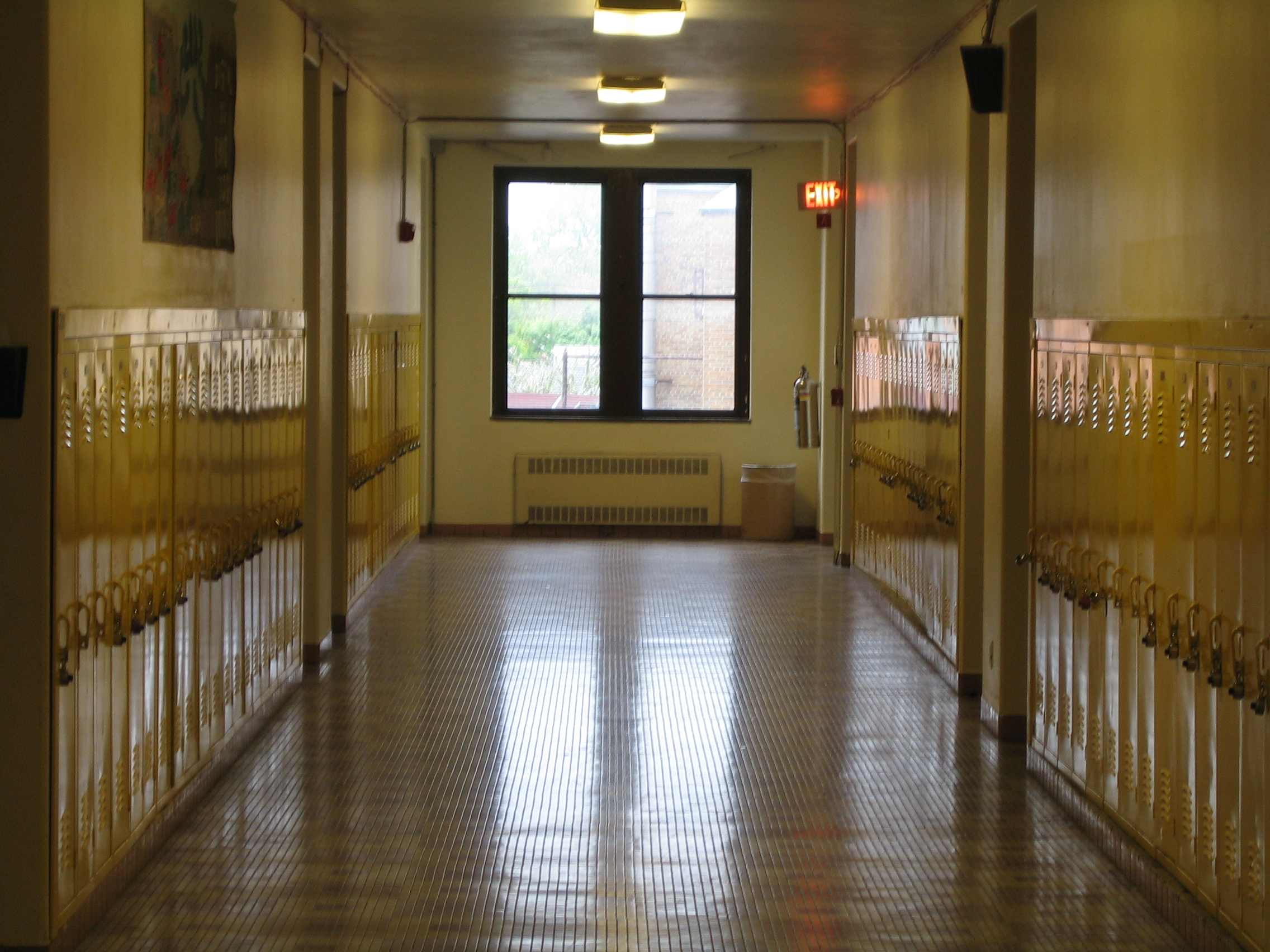
Chodba vybavená šatními skříňkami